# Brænde-Stene

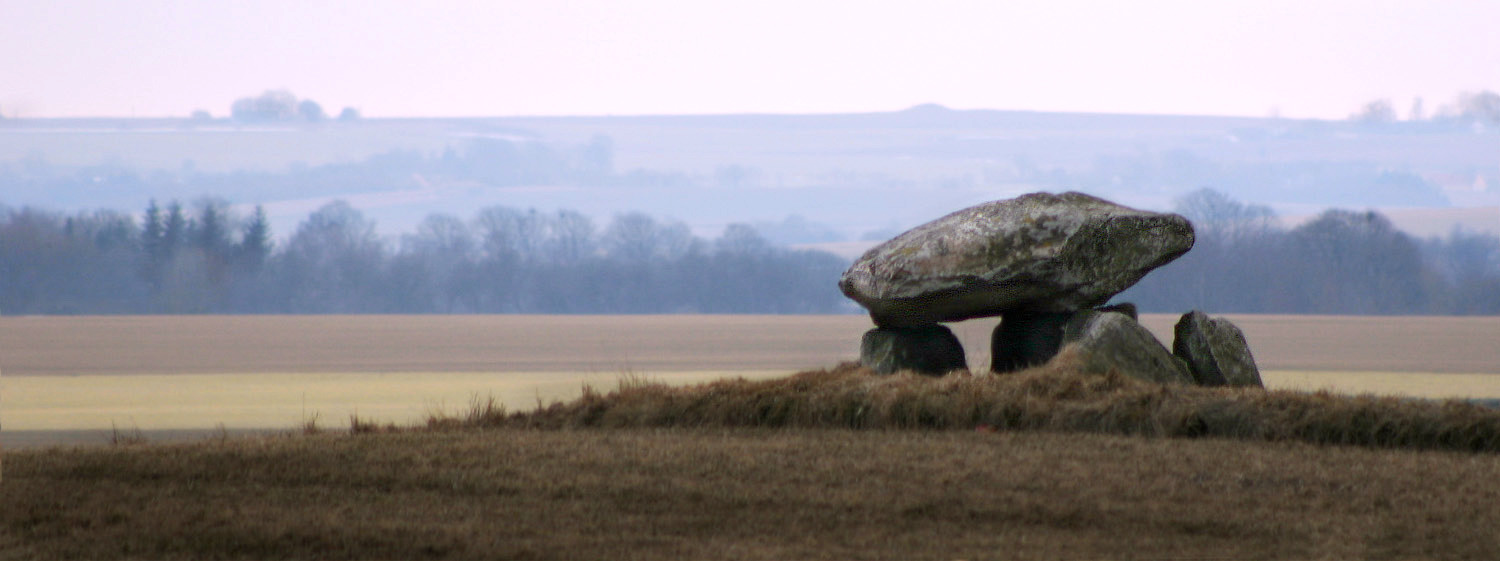
Brænde-Stene, 2017

Brænde-Stene ist eine freistehende Dolmenkammer, am Straßenrand des Silkeborgvej, westlich von Dalbyover in Jütland in Dänemark. Das Großsteingrab stammt aus der Jungsteinzeit etwa 3500–2800 v. Chr. und ist eine Megalithanlage der Trichterbecherkultur (TBK).
Die etwa Nordost-Südwest orientierte rechteckige Kammer misst innen etwa 3,0 × 0,8 m. Sie wird von einem sehr langen Tragstein im Süden, einem im Westen und zweien im Norden gebildet. Einer davon ist lang und ragt im Osten aus der Kammer und ist etwas verkippt, während der zweite kleiner ist. Die etwa 1,5 m hohe Kammer wird von einem großen, relativ flachen Deckstein von 3,0 × 1,8 × 0,6 m bedeckt, der auf der Oberseite ein paar Schälchen trägt.